# 藏北高原芥
藏北高原芥（学名：Christolea baiogoinensis）为十字花科高原芥属下的一个种。

## 扩展阅读
- 維基物種上的相關：藏北高原芥